# Sperling und die Tote aus Vilnius
Sperling und die Tote aus Vilnius ist ein deutscher Fernsehfilm von Kai Wessel aus dem Jahr 1998. Es handelt sich um die fünfte Episode der ZDF-Kriminalfilmreihe Sperling mit Dieter Pfaff in der Titelrolle. Sperlings Team bilden Karsten Rohde, verkörpert von Benno Fürmann, Vera Kowalski (Petra Kleinert) und Norbert Wachutka (Hans-Joachim Grubel). Die Haupt-Gaststars dieser Folge sind Nicolette Krebitz, Monica Bleibtreu und Manfred Möck.

## Handlung
Kriminalhauptkommissar Hans Sperling aus Berlin wird bei einer privaten Wohnungsbesichtigung unerwartet von einem Unbekannten niedergeschlagen. Da die Kollegen nicht sicher sind, worin die Motivation des Täters lag, gehen sie von einem gezielten Anschlag aus und bewachen ihren Chef rund um die Uhr. Nachdem Sperling wieder bei Bewusstsein ist, fehlt ihm jedoch die Erinnerung an den Tathergang. Er geht von einem erschrockenen Einbrecher aus und nicht von einem gezielten Racheakt. Dennoch überprüfen Rohde und Kowalski umgehend alle in Frage kommenden Straftäter, während Sperling sich aus dem Krankenhaus entlassen lässt. Er will sich die neue Wohnung noch einmal ansehen, wo ihm zufällig die litauische Ballettlehrerin Lilly Spiegel begegnet, bei der die Tochter seines Vormieters Tanzunterricht nimmt. Intuitiv hält er sie für die Schlüsselfigur zur Lösung des Falls, doch es ist nicht leicht mit ihr in Kontakt zu kommen. Von Udo Nagel, dem Vormieter der Wohnung, erfährt Sperling, dass Lilly Spiegel vor ein paar Jahren von Vilnius nach Berlin gezogen sei. Zudem erzählt Nagel, dass seine Tochter Sophie seit kurzem verschwunden sei und er Lilly Spiegel für die Entführerin halte. Lilly Spiegel wird daraufhin verhört. Dabei stellt sich heraus, dass sie unter falschem Namen in Deutschland lebt und eigentlich Sonja Mesch heißt. Dass sie die kleine Sophie entführt haben soll leugnet sie und beschwört, dem Kind nie etwas antun zu können.
Sperling kann das Mädchen schon bald unbeschadet finden. Sophie war weggelaufen, da sie meinte, ihr Papa würde sie nicht mehr lieb haben, weil sie nicht so gut tanzen könne. Udo Nagel ist erleichtert, seine Tochter wiederzuhaben, muss sich aber wegen Erpressung verantworten, denn er hatte Sonja Mesch erpresst, weil er von ihrer falschen Identität wusste und annahm, sie hätte die echte Lilly umgebracht. Das entspricht zwar nicht den Tatsachen, dennoch fühlt sich Sonja für den Tod ihrer Freundin verantwortlich. Um den genaueren Umständen auf den Grund zu gehen, fliegt Sperling mit Rohde nach Vilnius. Hier erfährt er, dass Sonja Mesch in einem Waisenhaus aufgewachsen ist und in Vilnius zur Schule ging. Bei einem Gespräch mit ihrer ehemaligen Lehrerin erfährt Sperling, dass Lilly ihre Freundin mit ihrem deutschen Pass aus Russland herausholen wollte, fatalerweise aber von einem Auto überfahren wurde. Durch Zureden ihrer Lehrerin hatte sich Sonja dann entschlossen auch aus Russland zu fliehen, so wie Lilly es gewollte hätte. Seitdem lebt sie mit diesem Trauma aus vergangener Zeit. Sie hatte Sperling an jenem Abend aus Angst niedergeschlagen, als sie in Nagels Wohnung heimlich nach einem Foto auf der Suche war.

## Produktion

### Dreharbeiten
Der Film wurde in Berlin und Umgebung gedreht. Die Aufnahmeleitung hatten Isabell Brandenburg und Thomas Hund inne, die Produktionsleitung Hans-Dieter Tafelski und die Redaktion Klaus Bassiner und Alexander Ollig. Es handelt sich um eine Produktion der Polyphon Film- und Fernsehgesellschaft mbH im Auftrag des ZDF.

### Veröffentlichung
Diese Folge wurde am 17. April 1998 zur Hauptsendezeit erstmals im ZDF ausgestrahlt.
Diese fünfte Episode der Reihe erschien zusammen mit allen weiteren 17 Folgen am 10. April 2015 auf DVD, herausgegeben von der Edel Germany GmbH.

## Kritik
Die Kritiker der Fernsehzeitschrift TV Spielfilm gaben dem Film für Anspruch und Action je einen von drei möglichen Punkten und für Humor und Spannung je zwei, sowie die bestmögliche Wertung, indem der Daumen nach oben zeigte.  Das lobende Fazit lautete: „Kriminalist mit Herz und ein Film mit Seele“.
Der Filmdienst kam zu dem Schluss: „Überbordender, vorzüglich gespielter (Fernseh-)Krimi mit Witz, Charme und Einfühlungsvermögen. – Ab 14.“
Das Fernsehmagazin Prisma äußerte sich ebenfalls lobend mit den Worten: „Eine Rolle wie für Dieter Pfaff auf den Leib geschrieben: Der Charakterdarsteller mit seiner barocken Lebensfülle spielt hier den Kriminalisten, der mit viel Witz, Phantasie, Charme und leisen Tönen seiner Arbeit nachgeht. Mit seinem biederen unscheinbaren Äußeren setzt er den Spießer nur ein, damit seine Gegner ihn unterschätzen. Als junge Ballettänzerin Lilli überzeugt einmal mehr die Berlinerin Nicolette Krebitz, die mit ihren Rollen in ‚Schicksalsspiel‘ (1994) und ‚Ausgerechnet Zoé‘ (1995) bekannt wurde. Ausgezeichnete Krimi-Unterhaltung von Regisseur Kai Wessel.“